# Wang Yi (politicus)
Wang Yi (Chinees: 王毅; pinyin: Wáng Yì; geboren op 19 oktober 1953) is een Chinese diplomaat en politicus die sinds januari 2023 directeur is van het bureau van de commissie buitenlandse zaken van het Centraal Comité van de Chinese communistische partij. Hij is de hoogste diplomaat die de Volksrepubliek China vertegenwoordigt.
Wang is lid van het 20e Politbureau. Eerder was hij van 2018 tot 2023 staatsraadslid van China, van 2013 tot december 2022 minister van Buitenlandse Zaken van China, van 2008 tot 2013 directeur van het Bureau Taiwanzaken van de Staatsraad en van 2004 tot 2007 Chinees ambassadeur in Japan. Sedert juli 2023 is hij opnieuw minister van Buitenlandse Zaken. Zijn voorganger Qin Gang was hem in december 2022 opgevolgd.
- Gemeinsame Normdatei: 1296441393
- International Standard Name Identifier: 0000 0000 5155 6720